# مقاطعة بيرجند
مقاطعة بيرجند (بالفارسية: شهرستان بیرجند) هي مقاطعة تقع في إيران في خراسان الجنوبية. يقدر عدد سكانها بـ 196,834 نسمة .